# الدوري السويدي الدرجة الثانية 1931–32
الدوري السويدي الدرجة الثانية 1931–32 (بالسويدية: Division II i fotboll 1931/1932)‏ هو موسم من الدوري السويدي الدرجة الثانية. فاز فيه نادي ساندفيكين.